# 日本音楽事業者協会
一般社団法人日本音楽事業者協会（にほんおんがくじぎょうしゃきょうかい、英: Japan Association of Music Enterprises）は、日本の芸能事務所で構成される業界団体。略称は、音事協（おんじきょう、英称：JAME）。タレントの引き抜きによる事務所間のトラブルの防止や著作権・肖像権などの権利確立、タレントの雇用環境の改善等を目的として1963年に創立された、芸能界および音楽業界最大規模の業界団体である。初代会長（理事長）は自由民主党衆議院議員（当時）・中曽根康弘。
音楽関連ではもう1つの業界団体として、日本音楽制作者連盟（音制連）が挙げられる。音事協は音制連よりもマスメディアへの影響力が強いとされる。

## 概要
エイベックス、太田プロ、研音、サンミュージック、第一プロ、長良プロ、バーニング、ホリプロ、マセキ芸能、マナセプロ、吉本興業、渡辺プロ（50音順）等数多くの有名プロダクションが加盟していることから、芸能プロダクションが加盟する業界団体の中では最大規模と言われている。誤解されている場合も多いが、STARTO ENTERTAINMENT等は非加盟である。
1963年の協会創立時には政治家の中曽根康弘を会長（理事長）に擁したが、二代目以降は大手芸能プロダクションの社長が交代で務めている。二代目理事長は渡辺晋（渡辺プロダクション）、その後は堀威夫（ホリプロ）、田邊昭知（田辺エージェンシー）、井澤健（イザワオフィス）、尾木徹（プロダクション尾木）、堀義貴（ホリプロ）。現会長は瀧藤雅朝（ジャパン・ミュージックエンターテインメント）。
なお、1997年11月16日に『ザ・ジャパン・オーディション』という、合格したら指名した加盟プロダクションの1つを逆指名できるというルールの全国オーディションを行った。テレビでの全国中継もしていたが、1998年以降は実施されていない。
2001年からNHKホールにて『虹の架け橋募金・まごころコンサート』としてチャリティーコンサートを開催していて、NHK BSプレミアム（2001年～2010年まではNHK BS2・NHK BS-hi）で放送しているが、過去にはNHKとNHK厚生文化事業団の主催で歌謡チャリティーコンサートの後援に参加していた。
2004年3月に青山劇場にて創立40周年記念事業としてミュージカル『スター誕生』（演出：ラサール石井、主演：今井絵理子、島谷ひとみ、仲間由紀恵）を製作した。著作隣接権、肖像権の権利確立だけでなく所属事務所タレントの健康保険加入等タレントの福利厚生の充実にも力を注いでいる。
2009年4月15日、協会に寄せられた匿名の投書によって、ABCラジオ『誠のサイキック青年団』番組内において複数の正会員社の所属タレントに対する長期間にわたる数多くの不適切な発言、誹謗（ひぼう）中傷が多数認められたため協会は松竹芸能と朝日放送（当時）両社に抗議文と調査依頼書を送付。両社は事実と認め3月に謝罪して音事協を自主退会した。なお、両社とものちに（2010年6月）再入会している。
2009年11月6日、違法薬物対策本部が『違法薬物対策緊急セミナー〜世の中に蔓延する違法薬物の実態と恐怖を知る〜』を開催。
2012年9月10日、『STOP!違法ダウンロード広報委員会』を日本レコード協会、音楽出版社協会、日本音楽制作者連盟ほか業界団体と共同で設立。
2010年から2018年にかけて、お笑い芸人に特化した新人レース『JAMEあなたが選ぶお笑いハーベスト大賞』を実施した。
2018年、『お笑いハーベスト』の終了に伴い、新事業として『ツギクル芸人』を立ち上げ。地上波放送のテレビ番組にレギュラー出演の無い、協会所属のお笑い芸人を対象に月1回新宿角座にて定例ライブを開催。
環境保全活動として千葉県君津市と山梨県北杜市に『音事協の森』を設置し、植樹活動のほか地域の方々の憩いの場として提供している。
また、ニッポン放送と共同で番組を製作し決戦!お笑い有楽城や有楽町で逢いまSHOWを放送しているが、かつてはRFラジオ日本と共同でえんかe-じゃんを放送した。

## 役員一覧
※2025年7月現在。2年ごとに会長以下全役員の改選を行う（6月の理事会にて改選、7月登記）。
- 会長 - 瀧藤雅朝（ジャパン・ミュージックエンターテインメント）
- 専務理事 - 水口昌彦（元フジテレビ）
- 常任理事
  - 青木純一郎（芸映）
  - 神林義弘（長良プロダクション）
- 理事
  - 相澤正久（サンミュージックプロダクション）
  - 磯野太（太田プロダクション）
  - 岩崎加允美（パーフィットプロダクション）
  - 尾木敦子（プロダクション尾木）
  - 小野田丈士（ホリ・エージェンシー）
  - 菅井敦（ホリプロ）
  - 高木貴司（プロダクション オーロラ）
  - 中川悠介　（アソビシステム）
  - 永田恵介（吉本興業ホールディングス）
  - 中道秀夫（ミラクル・バス）
  - 中村歩（グレープカンパニー）
  - 堀日出記（ビッグワールド）
  - 山本又一朗（トライストーン・エンタテイメント）
- 監事
  - 森山幸男（アーティストハウス・ピラミッド）
  - 渡邉清一（プライム）
  - 筒木勝（税理士法人新日本筒木）
- 顧問弁護士 - 錦織淳（錦織・新阜法律事務所）

## 正会員社一覧
※2025年7月現在
- アーティストハウス・ピラミッド
- アービング
- アールケーエムファミリー
- アソビシステム
- アルデル・ジロー
- イザワオフィス
- 石原音楽事務所
- 五木プロモーション
- イトーカンパニー
- インターナショナル・カルチャー
- インプレッシブミュージック
- ウェスタ
- エイ・アンド・エイ
- エイビーシーエージェンシー
- エイベックス・マネジメント
- エービープロモーション
- エスプロエンタテインメント
- NPP DEVELOP
- オー・エンタープライズ
- 大川栄策音楽事務所
- 太田プロダクション
- 大野商事 北島音楽事務所
- オールスタッフ
- オクトーバーミュージック
- 小澤音楽事務所
- オフィスコットン
- オフィス・ジー
- オフィス・トゥー・ワン
- オフィス・パンジー
- キャストコーポレーション
- 麒麟舎
- ぐあんばーる
- グッデイ
- クラウンミュージック
- グレープカンパニー
- 芸映
- GATE
- 研音
- ケンズファミリー
- ゴールデンミュージックプロモーション
- コロムビアソングス
- 佐藤企画
- サワズ&出版
- Thanks
- サンミュージックブレーン
- サンミュージックプロダクション
- ジェイピィールーム
- 清水エイジェンシー
- ジャパン・ミュージックエンターテインメント
- 松竹芸能
- 新栄プロダクション
- スウィート・ハート
- スリースタープロ
- ソニー・ミュージックアーティスツ
- タイタン
- 田辺エージェンシー
- 千代田プロダクション
- 円谷プロダクション
- ティアーズ音楽事務所
- ティアンドケイ・ミュージック
- テナーオフィス
- トップ・カラー
- トップコート
- トライストーン・エンタテイメント
- 長良プロダクション
- 長良マネジメント
- 日音プランニング
- バーニングプロダクション
- パーフィットプロダクション
- ハーモニープロモーション
- HppRecords
- ビーエムアイ
- ビーム
- ビクターミュージックアーツ
- ビッグワールド
- ひばりプロダクション
- ヒラタオフィス
- 藤賀事務所
- プライム
- フレンド企画
- プロジェクトスリー
- プロダクションオーロラ
- プロダクション尾木
- プロダクション人力舎
- ボイスミュージック
- 細川たかし音楽事務所
- ボックスコーポレーション
- ホリ・エージェンシー
- ホリプロ
- ホリプロコム
- マセキ芸能社
- マナセプロダクション
- 三木プロダクション
- 三井エージェンシー
- 三波クリエイツ
- 三船和子音楽事務所
- ミラクル・バス
- ムーン・ザ・チャイルド
- メリーゴーランド
- 森音楽事務所
- 吉本興業ホールディングス
  - 吉本興業
- ライジングプロ・ホールディングス
  - ライジングプロダクション
- リバティーハウス
- レプロエンタテインメント
- 六本木オフィス
- ロハスプロダクションズ
- ワークス・ディ・シィ
- ワイズプランニング
- ワクイ音楽事務所
- 渡辺プロダクション
  - ワタナベエンターテインメント

etc…

## 賛助会員一覧
※2025年7月現在
- アール・エフ・ラジオ日本
- 朝日放送グループホールディングス
  - 朝日放送テレビ
  - 朝日放送ラジオ
- エイベックス
  - エイベックス・エンタテインメント
- MBSメディアホールディングス
  - MBSラジオ
  - 毎日放送
- NBCユニバーサル・エンターテイメントジャパン
- エフエム東京
- FM NACK5
- A-Bridge
- オリコン
- 関西テレビ放送
- キングレコード
- J-WAVE
- ビクターエンタテインメント
- ジャパンエフエムネットワーク
- 集英社
- ソニー・ミュージックエンタテインメント
  - ソニー・ミュージックレーベルズ
  - ソニー・ミュージックソリューションズ
- Twitter Japan
- TBSホールディングス
  - TBSテレビ
  - TBSラジオ
- テイチクエンタテインメント
- テレビ朝日ホールディングス
  - テレビ朝日
- テレビ大阪
- テレビ東京ホールディングス
  - テレビ東京
- 電通
- 電通キャスティング アンド エンタテインメント
- トイズファクトリー
- 東京メトロポリタンテレビジョン
- 徳間ジャパンコミュニケーションズ
- ドリーミュージック
- 日本芸能実演家団体協議会
- 日本コロムビア
- 日本テレビホールディングス
  - 日本テレビ放送網
- 博報堂
- 博報堂キャスティング&エンタテインメント
- バップ
- ぴあ
- フジ・メディア・ホールディングス
  - ニッポン放送
  - フジクリエイティブコーポレーション
  - フジテレビジョン
  - 文化放送
- ベイエフエム
- ポニーキャニオン
- マガジンハウス
- 明治座
- 山野楽器
- USEN-NEXT HOLDINGS
- ユニバーサルミュージック
- 横浜エフエム放送
- 読売中京FSホールディングス
  - 札幌テレビ放送
    - STVラジオ

  - 中京テレビ放送
  - 福岡放送
  - 讀賣テレビ放送
- レコチョク
- ローソンエンタテインメント
- ワーナーミュージック・ジャパン
- WOWOW
- WOWOWプラス
- ワニブックス

etc…

## かつて会員であった組織・団体
- アクシヴ
- アクション・ファイブ・ミュージック
- アトリエ・ダンカン
- アンダーワールドプロダクション
- イエローキャブ
- HYJ
- エンジェルプロモーション
- オフィスジュニア
- キクマ・プロモーション
- グリーンパーク・インターナショナル
- スタッフ東京
- 第一プロダクション
- 東和商会太田事務所
- ぱれっと
- ビッグアップル
- ピラミッド・ムー
- フィットワン
- フィット (芸能プロダクション)
- ホース
- ポニーキャニオンアーティスツ
- ボンド企画
- マグニファイ
- ユウ・プランニング・カンパニー
- 菱和プロダクション
- ルノンプロモーション
- ADK
- エムオン・エンタテインメント
- TOKYO SMARTCAST

etc…